# Noesis
Noesis est une revue de philosophie publiée par le Centre de Recherches en Histoire des Idées (CRHI), laboratoire de philosophie de l’Université Nice-Sophia Antipolis. Elle a été créée en 1995 par Dominique Janicaud.
Ses numéros sont thématiques, et portent entre autres sur les axes suivants :
- logique et épistémologie,
- philosophie politique,
- esthétique,
- phénoménologie et herméneutique.

## Politique éditoriale
Noesis a un rythme de parution bi-annuel.
Les numéros sont accessibles en texte intégral en accès ouvert après un délai de restriction de deux ans, sur le portail OpenEdition Journals. 
Les derniers numéros parus sont disponibles au format papier auprès de la Librairie Philosophique Vrin.

### Numéros parus
- 1 (1997). Phenomenologica-Hellenica
- 2 (1998). Pourquoi a-t-on tué les Sophistes ?
- 3 (2000). La métaphysique d’Emmanuel Levinas
- 4 (2000). L’antique notion d’inspiration
- 5 (2003). Forme et crise de la rationalité (deux tomes)
- 6 (2003). Les idéaux de la philosophie
- 7 (2004). Philosophie et poésie
- 8 (2005). La « Scienza Nuova » de Giambattista Vico
- 9 (2006). Heidegger et les sciences
- 10 (2006). Nietzsche et l’humanisme
- 11 (2007). Art et politique
- 12 (2007). Corps et sacré
- 13 (2008). Quine, Whitehead, et leurs contemporains
- 14 (2008). Sciences du vivant et phénoménologie de la vie
- 15 (2009). Le savoir peut-il se passer de rhétorique ?
- 16 (2010). L’affectivité. Perspectives interdisciplinaires
- 17 (2010). Les sciences peuvent-elles se passer de leur histoire
- 18 (2011). La barbarie
- 19 (2012). Penser avec Daniel Charles
- 20 (2012). La rationalité de la science économique
- 21 (2013). La philosophie, la traduction, l’intraduisible
- 22-23 (2013-2014). Éthique et esthétique de l’authenticité
- 24-25 (2014-2015). Philosophie et religion aujourd'hui
- 26-27 (2016). Nicolas de Cues (1401-1464). Le tournant anthropologique de la philosophie
- 28 (2016). Les limites de la bioéthique
- 29 (2017). Dominique Janicaud. Rationalités, techniques, temporalités
- 30-31 (2018). Europe
- 32 (2018). Avicenne. Ibn Sīnā (980-1037), L’être et l’essence
- 33 (2019). Qu’est-ce que l’histoire des idées ?
- 34 (2020). Philosophie du droit coutumier
- 35-36 (2020). Europe (II). Le milieu du gué / Europa (II). In mezzo al guado
- 37 (2021). Danse et philosophie
- 38 (2022). L’objectivité en mathématiques / Objectivity in mathematics
- 39 (2022). La connaissance incertaine
- 40 (2023). Approches relationnelles en philosophie